# Protonemura khroumiriensis
Protonemura khroumiriensis is een steenvlieg uit de familie beeksteenvliegen (Nemouridae). De wetenschappelijke naam van de soort is voor het eerst geldig gepubliceerd in 2009 door Bejaoui & Boumaiza.